# 63a edició dels Premis Sant Jordi de Cinematografia
La cerimònia de lliurament de guardons de la 63a edició dels Premis Sant Jordi de Cinematografia va tenir lloc a Barcelona el dilluns 29 d'abril de 2019. Com cada any des de 1957, Ràdio Nacional d'Espanya (RNE) va atorgar aquests premis al cinema espanyol i estranger estrenat l'any anterior. Com és habitual en els últims anys, també es van lliurar les Roses de Sant Jordi concedides pels oïdors de RNE. El lliurament de guardons es va realitzar novament a Caixaforum i va ser presentada pels periodistes Silvia Tarragona i Oriol Nolis.

## Premis Sant Jordi
Com en anys anteriors, els Premis Sant Jordi competitius van ser concedits per un jurat compost per al voltant de vint periodistes i crítics cinematogràfics de Barcelona presidit per Conxita Casanovas, directora del programa de Ràdio 4 Va de cinema. Referent a les pel·lícules, Les distàncies, pel·lícula dirigida per Elena Trapé, va obtenir el premi a la millor pel·lícula espanyola per davant d' El reino; i Viaje al cuarto de una madre es va alçar amb el premi a la millor òpera prima. En l'àmbit internacional, la italiana Lazzaro felice va aconseguir el premi a la millor pel·lícula estrangera derrotant a rivals amb nombrosos premis com Roma, Cold War o Phantom Thread.
En l'àmbit de les pel·lícules nacionals, Antonio de la Torre va obtenir el premi al millor actor i Bárbara Lennie el de millor actriu, superant a Alexandra Jiménez i Ana Wagener. En el dels films estrangers, la luxemburguesa Vicky Krieps va obtenir el premi a la millor actriu derrotant per poc a Annette Bening i el nonagenari estatunidenc Harry Dean Stanton va obtenir el de millor actor a títol pòstum.
Es van concedir altres tres premis honorífics que no són decidits pel jurat. El premi especial a la indústria, escollit per la Generalitat de Catalunya, va ser atorgat a FX Animation. Aquesta escola va ser fundada en 2007 amb la intenció d'oferir formació en 3D, animació i efectes visuals. En 2015 va expandir el seu àmbit a la cinematografia. En el moment de rebre el premi impartia cinc carreres i dotze màsters diferents, gaudint de gran prestigi en el sector degut al treball dels seus alumnes. El premi a la trajectòria professional va ser per a Jorge Sanz, actor amb més de quaranta anys d'experiència. Va començar com a actor infantil amb La miel i va interpretar a Conan el Bàrbar nen en la pel·lícula homònima. Altres pel·lícules seves són El año de las luces, Amantes, Belle Époque o La niña de tus ojos. Finalment, es va lliurar un excepcional Premi d'honor a l'actor anglès Jeremy Irons, qui es trobava a Barcelona amb motiu de la presentació del documental Pintores y reyes del Prado al Barcelona Film Fest. També amb una trajectòria de quatre dècades al cinema, Irons ha protagonitzat pel·lícules com La dona del tinent francès, La missió o El misteri Von Bulow, per la qual va guanyar un Oscar.

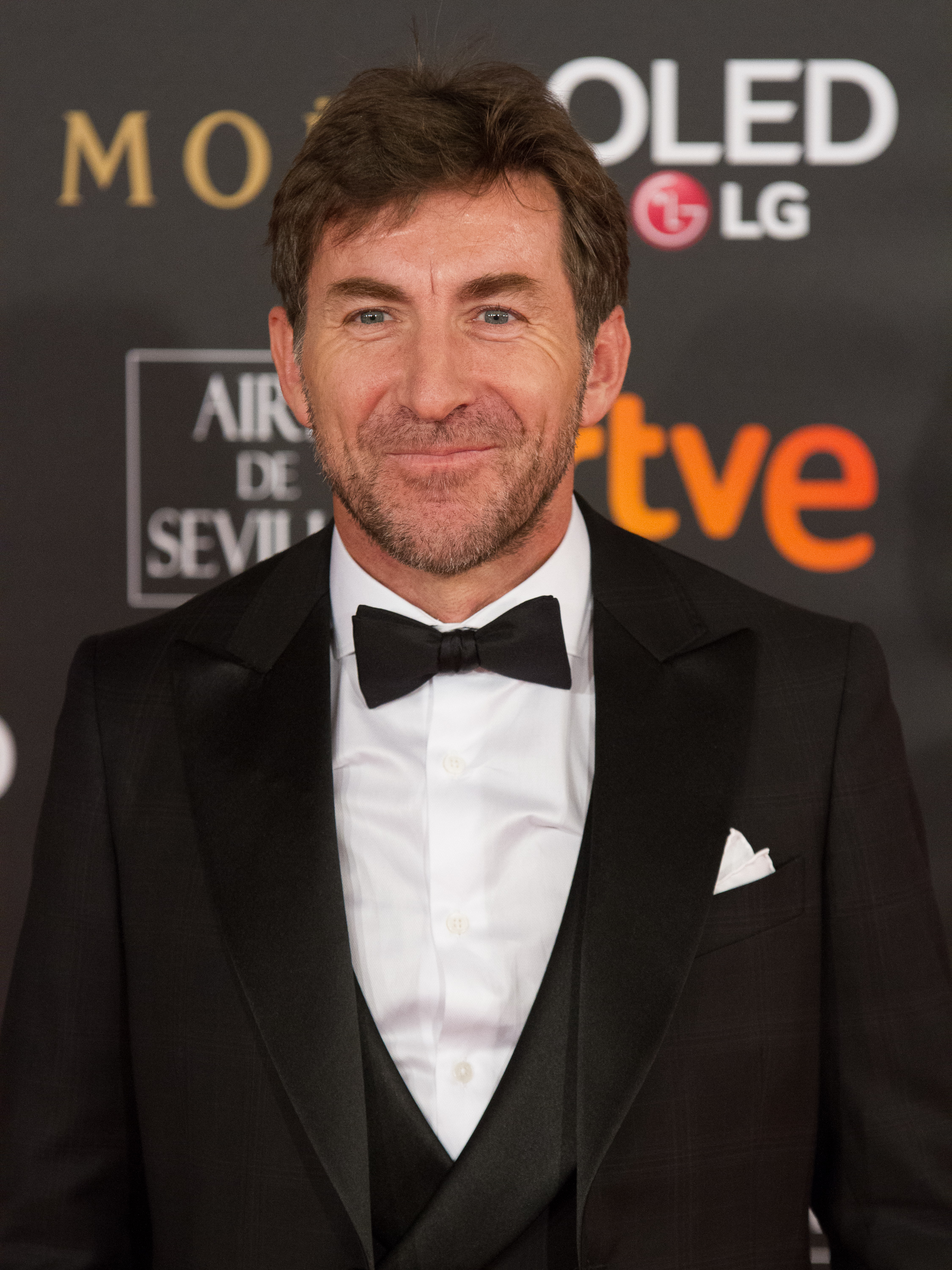
Antonio de la Torre va rebre el seu segon Sant Jordi.

| Categoria                              | Premiat                          | Labor premiada                                          |
| -------------------------------------- | -------------------------------- | ------------------------------------------------------- |
| Millor pel·lícula espanyola            | Les distàncies                   | Pel·lícula                                              |
| Millor actor en pel·lícula espanyola   | Antonio de la Torre              | El reino                                                |
| Millor actriu en pel·lícula espanyola  | Bárbara Lennie                   | Petra La enfermedad del domingo El reino Todos lo saben |
| Millor opera prima                     | Viaje al cuarto de una madre     | Pel·lícula                                              |
| Millor pel·lícula estrangera           | Lazzaro felice                   | Pel·lícula                                              |
| Millor actor en pel·lícula estrangera  | Harry Dean Stanton               | Lucky                                                   |
| Millor actriu en pel·lícula estrangera | Vicky Krieps                     | Phantom Thread                                          |
| Premi especial a la indústria          | FX Animation Barcelona 3D & Film | Escola                                                  |
| Premi a la trajectòria professional    | Jorge Sanz                       | Trajectòria                                             |
| Premi d'honor                          | Jeremy Irons                     | Trajectòria                                             |

## Roses de Sant Jordi
Igual que en anys anteriors, al costat dels Premis Sant Jordi es van lliurar les Roses de Sant Jordi. A diferència dels premis de la crítica, les roses són concedides per votació popular entre els oïdors de Ràdio Nacional d'Espanya. El guardó a la millor pel·lícula espanyola va ser per a Campeones, i va ser rebut pel seu director, Javier Fesser, el productor Luis Manso i l'actor Jesús Vidal. El de millor pel·lícula estrangera va ser per a Bohemian Rhapsody.
| Categoria                    | Premiada          |
| ---------------------------- | ----------------- |
| Millor pel·lícula espanyola  | Campeones         |
| Millor pel·lícula estrangera | Bohemian Rhapsody |